# Artur Stoll

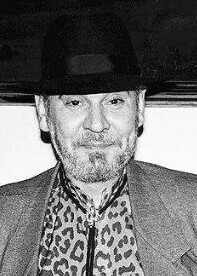
Artur Stoll (1988)

Artur Stoll (* 11. Juni 1947 in Freiburg im Breisgau; † 4. März 2003) war ein deutscher Maler, Bildhauer und Objektkünstler.

## Leben und Schaffen
Artur Stoll wurde in Freiburg geboren, nach dem Abitur studierte er Kunstgeschichte in Freiburg und hospitierte bei Peter Dreher. Von 1969 bis 1975 studierte er an der Staatlichen Akademie der Bildenden Künstler in Karlsruhe bei Peter Herkenrath, Horst Antes, Franz Bernhard und Emil Schumacher.
Zu Beginn seines künstlerischen Schaffen fokussierte er sich auf das zeichnerische und plastische Arbeiten, erst später 1973 wandte er sich der Malerei zu.
Bereits während des Studiums hatte er eine für ihn wichtige bahnbrechende Doppelausstellung mit Stephan Balkenhol in der Kunsthalle Baden-Baden (1973). Es folgten weitere Preise und Ehrungen.
Im Jahr 1982 heiratete er Petra Deeg.
2016 wurde der Artur-Stoll-Weg in Ehrenkirchen nach ihm benannt.

## Ausstellungen

### Einzelausstellungen
- 1973: 14 X 14, Staatliche Kunsthalle Baden-Baden
- 1974: Forum Kunst, Rottweil
- 1976: Kunstverein Freiburg im Breisgau
- 1978: Zeichnungen 1969–1978, Galerie am Promenadeplatz, München
- 1978: Märkisches Museum, Witten
- 1981: Städtische Galerie Altes Theater, Ravensburg
- 1981: Neue Arbeiten. Malerei, Plastik, Zeichnung, Galerie am Promenadeplatz, München
- 1981: Neue Malerei, Galerie am Promenadeplatz, München
- 1982: Kunstmuseum, Düsseldorf
- 1982: Arbeiten auf Papier 1981/82, Galerie am Promenadeplatz, München
- 1983: Galerie am Promenadeplatz, München
- 1984: Württembergischer Kunstverein Stuttgart
- 1985: Kunstverein Hochrhein – Bad Säckingen, Germany
- 1985: Bilder 1984-85, Galerie am Promenadeplatz, München
- 1987: Bilder 1980–1987, Museum für Neue Kunst, Freiburg im Breisgau
- 1987: Zeichnungen 1969–1974, Städtisches Museum Leverkusen Schloß Morsbroich
- 1989: Staatliche Kunsthalle Baden-Baden
- 1990: Zeichnungen 1982–86, Kunstverein Freiburg im Breisgau
- 1991: Ulmer Museum
- 1993: Malerei, Kunstverein Heilbronn
- 1993: Kunstverein Ravensburg – Ravensburg, Germany
- 1993: Kunstverein Donaueschingen – Donaueschingen, Germany
- 2003: Dieter Krieg und Artur Stoll, Kunsthalle Darmstadt
- 2003: Gedächtnisausstellung Markgräfler Museum Müllheim
- 2004: Frühe Objekte (1974–76) und Malerei (1976–2003), Städtisches Museum Wesel – Galerie im Centrum
- 2005: Kunstverein Augsburg
- 2006: Städtisches Museum Wesel – Galerie im Centrum
- 2012: Von Kopf bis Fuß. Porträts und Menschenbilder in der Sammlung Würth, Kunsthalle Würth, Schwäbisch Hall
- Rudolf Schoofs / Artur Stoll Galerie Fluchtstab, Staufen im Breisgau[4]
- 2013: Artur Stoll – Hunger, Stadtmuseum für Kunst und Geschichte, Hüfingen

### Gruppenausstellungen
- 2000: Revolution in der Box, Städt. Galerie Fruchthalle, Rastatt
- 2001: Schwarzwaldbild 2, Kunstverein Mittleres Kinzigtal
- 2001: Noch mehr Knöpfe für Lüdenscheid, Museen der Stadt Lüdenscheid

## Auszeichnungen
- 1974: Villa-Romana-Preis[5]
- 1979 Preisträger des Philip-Morris-Wettbewerbs „Dimension ’79 – Plastische Arbeiten unserer Zeit“ Preisträger „Forum junger Kunst ’79“[6]
- 1981 Förderpreis Glockengasse, Köln
- 1984 Regiopreis für bildende Kunst der Fördergemeinschaft der Wirtschaft am Oberrhein
- 1988 Reinhold-Schneider-Preis der Stadt Freiburg im Breisgau[7]
- 1989 Kunstpreis des Landes Baden-Württemberg, Förderpreis
- 1999 Erich-Heckel-Preis, Baden-Württemberg

### Ausstellungskataloge
- Artur Stoll – Zeichnungen 1975–1983. Innere Landschaften. Galerie Fluchtstab Elmar Bernauer, Staufen 2001. Ausstellungskatalog, 14 ungezählte Blatt. Mit Texten von Elmar Bernauer, Franz Joseph van der Grinten, Klaus Gallwitz, Sabine Heilig und Franz Armin Morat.
- Jochen Poetter (Hrsg.): Artur Stoll. Staatliche Kunsthalle Baden-Baden, 27. 10. – 3. 12. 1989. Baden-Baden 1989. 76 Seiten mit Texten von Jochen Poetter, Hans-Joachim Müller, Uwe Reiter.
- Brigitte Reinhardt (Bearb.), Ulmer Museum (Hrsg.): Artur Stoll. Süddeutsche Verlagsgesellschaft Ulm, Ulm 1991, ISBN 3-88294-158-8. Anlässlich der Ausstellung Ulmer Museum, 26. Januar bis 10. März 1991, Artur Stoll: Bilder und Objekte; Artur Stoll: Malerei, 21. Juli bis 25. August 1991, Hans-Thoma-Gesellschaft, Kunstverein Reutlingen. 111 Seiten mit Texten von Brigitte Reinhardt, Bernd Storz, Andreas Franzke.